# Бенюшис, Ричардас
Ричардас Бенюшис (лит. Ričardas Beniušis; 23 апреля 1980, Паневежис, Литовская ССР) — литовский футболист, нападающий. Выступал за сборную Литвы.

## Биография

### Клубная карьера
Свой первый сезон на профессиональном уровне провёл в клубе из первой лиги «Атлетас», за который забил 16 голов. С 1999 года выступал в высшей лиге в составе клуба «Инкарас», а в 2000 году переехал в Россию. В апреле 2000 года Бенюшис сыграл свой единственный за «Балтику» в первом дивизионе России, появившись на замену на 86-й минуте игры с саратовским «Соколом». Затем игрок перешёл в клуб высшей лиги «Крылья Советов», но в его составе не играл.
В 2001 году Бенюшис на некоторое время вернулся в «Инкарас». В 2002 году перешёл в норвежский «Старт», за который сыграл 9 матчей и забил 1 гол, а с 2003 года вновь выступал в Литве. В начале 2003 года был игроком клуба «Атлантас», а летом того же года перешёл в «Каунас», в составе которого трижды стал чемпионом Литвы и дважды выиграл Кубок страны. После ухода из «Каунаса», некоторое время выступал за границей, в шотландском клубе «Харт оф Мидлотиан», латвийском «Металлурге» (Лиепая), словацком ДАК 1904, а также в израильском «Хапоэль» (Раанана). В 2010 году Бенюшис окончательно вернулся в Литву и в 2010—2012 годах был игроком клуба «Судува», а в 2013—2015 годах клуба «Круоя». Последние годы карьеры провёл в клубах низших лиг «Шилас», «Шилуте» и «Панерис». Завершил карьеру в 2018 году.

### Карьера в сборной
Дебютировал за сборную Литвы в июле 2001 года в матчах Кубка Балтии. 9 февраля 2002 года забил свой первый гол за сборную в матче с Молдавией (1:0). Всего по разным данным провёл 29 либо 31 матч за сборную Литвы и забил 3 мяча.

## Достижения

### Командные достижения
«Каунас»
- Чемпион Литвы (3): 2003, 2004, 2006
- Обладатель Кубка Литвы (2): 2003/2004, 2004/2005

«Судува»
- Обладатель Кубка Литвы: 2008/09

### Личные достижения
- Лучший бомбардир чемпионата Литвы: 2003 (16 голов)